# Amador Vaz de Alpoim
Amador Vaz de Alpoim (Ilha de Santa Maria, 1568 – Buenos Aires, 1617) foi um nobre português, que serviu como Oficial dos Exércitos Reais, conquistador, colonizador e explorador da América do Sul a serviço da Coroa Espanhola. Foi o fundador da família Cabral de Melo Alpoim no Rio da Prata, descendentes dos primeiros colonos das ilhas dos Açores.
Manteve uma participação militar ativa no Rio da Prata, participando das expedições militares lideradas por Hernando Arias de Saavedra.

## Biografia
Nasceu em 1568, na Ilha de Santa Maria, Açores, filho de Estevan Alpoim e Isabel Velha, família pertencente à nobreza portuguesa. Por volta do ano de 1598, ele e sua esposa, Margarida Cabral de Melo, e seus filhos chegaram a Buenos Aires vindos do Rio de Janeiro, cidade onde a família residiu por alguns anos.
Instalada em Buenos Aires, a família Alpoim recebeu parcelas de terras na cidade e na província, e obteve permissão das autoridades para exportar produtos. Ele e todos os membros de sua família juraram lealdade ao monarca Filipe III, rei da Espanha e Portugal, sendo alistados nos exércitos reais desde o momento em que chegaram ao Rio da Prata. Em 1604 o capitão Alpoim fez parte da expedição organizada por Hernando Arias de Saavedra na Cidade dos Césares, conhecida como a expedição de Hernando Arias à Patagônia. Nesse mesmo ano participou da exploração das ilhas do Paraná. Uma expedição fracassada onde Alpoim salvou a vida de Hernandarias, quando este caiu de seu cavalo, e estava a ponto de ser morto pelas tribos charruas.
Na sua juventude, Alpoim esteve envolvido na introdução de escravos de Angola no Brasil. No início de 1600, ele renunciou às suas atividades como traficante de escravos, para se dedicar exclusivamente à sua fazenda, onde se dedicava à criação de gado e à produção de vinho.
Amador Vaz de Alpoim tornou-se um dos homens mais poderosos do Rio da Prata, onde recebeu encomiendas dos reis da Espanha, recebendo também permissão para a exploração de gado cimarrón. Ele era dono de um grande número de fazendas na província de Buenos Aires, incluindo fazendas nos locais atuais de Avellaneda, Quilmes, Lomas de Zamora e Monte Grande.